# Даштенц, Хачик Тоноевич
Хачик Тоноевич Даштенц (арм. Խաչիկ Դաշտենց, настоящая фамилия — Тоноян, 25 мая 1910, Даштадем, Битлисский вилайет — 9 марта 1974, Ереван) — армянский советский писатель, поэт, переводчик. Заслуженный деятель культуры Армянской ССР.

## Биография
Родился в семье пастуха. Пережил геноцид армян 1915 года, лишился родителей, бродяжничал. Жил в американском приюте в Александрополе.
Печатался с 1928. Псевдоним выбрал по названию родного села.
Окончил историко-филологический факультет Ереванского государственного университета (1932) и Институт иностранных языков в Москве (1940).
Работал начальником отдела в редакции газеты «Авангард» (1940—1941). С 1941 по 1948 год преподавал в Ереванском государственном педагогическом институте имени Валерия Брюсова, с 1960 по 1966 год — в Политехническом институте им. Карла Маркса. В 1965 году защитил диссертацию на тему «Байрон и армяне» и получил степень кандидата филологических наук. С 1965 по 1974 год работал старшим научным сотрудником в Институте искусств Академии наук Армянской ССР.
Выступал как переводчик на армянский язык мировой классики — «Песнь о Гайавате», «Робин Гуд» Г. У. Лонгфелло, трагедии, историч. хроники и комедии У. Шекспира, пьесы У. Сарояна. Почётный член Шекспировского общества г. Веймар (с 1973).

## Память

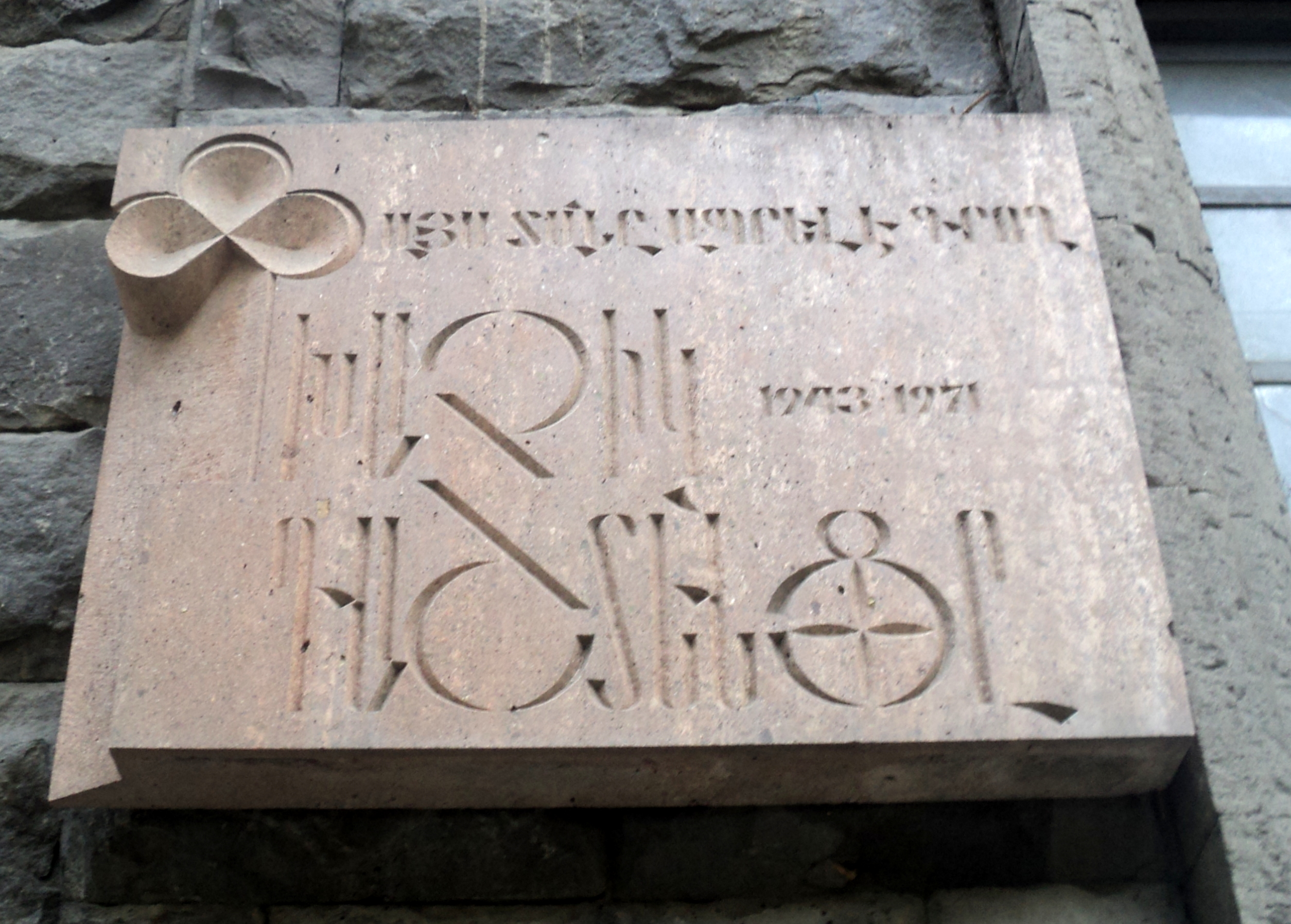
Мемориальная доска в Ереване. Проспект Маштоца, 16